# 全美航空1016号班机空难
全美航空1016號航班是一班计划从哥伦比亚起飞，在夏洛特機場降落，1994年7月，该班机進場時遇上惡劣天氣及微爆後墜入树林及住宅。意外造成37名乘客死亡，16人重傷。

## 航班

### 歷史記錄的航班
1994年7月2日，一架全美航空的麥克唐納-道格拉斯公司DC-9客機（註冊號N954VJ）於美國東部時間下午6時15分從哥倫比亞大都會機場起飛，飛行約35分鐘後抵達夏洛特/道格拉斯國際機場，機上載有2名機師，3名機艙服務員及52名乘客（包括兩名嬰兒）。
航班飛行途中一直沒有遇上惡劣天氣直至到達夏洛特上空，在機場附近上空出現幾次強烈的雷暴。下午6時38分、1016號航班被告知使用儀表著陸系統 (ILS)降落跑道18(現在18C)。 這次進埸由副機長負責，航班在接近跑道尉遇上大雨。航班被機場塔台指示降落跑道18R，下午6時39分、塔控制批准1016號航班降落。機長要求塔台提供上一架降落客機時的天氣狀況，一架福克100剛剛降落在18R跑道。 塔台告知1016號航班，福克客機的機師表示"一帆風順。"  在墜機後的訪問中，多名乘客和乘務員告知國家運輸安全委員會，該航班沒有任何異常直至飛機最後進場時進入了一個暴風雨中。
下午6時40分、塔台發出一個風切變警告，但1016號航班卻在不同頻道而未能接到該警告. 大約一分鐘後，1016號航班正在進行降落，但機長意識到客機正處於一個嚴重的困境中並試圖中止副機長著陸表示"轉右，重新降落"。未己，機長通過無線電通知控制塔表示"全美航空1016，取消著陸"；塔台表示"收到"，並指示1016號航班爬升至3,000英尺（910米）。飛機嘗試在惡劣天氣下爬升，但轉向右和急速下降。機師不斷試圖控制客機使客機爬升。因軟件差異以至降低靈敏度而遲來的風切變的預警系統沒有及時提醒他們。 霍尼韋爾工程師指出，飛行員應該在墜機前8-9秒收到警報。

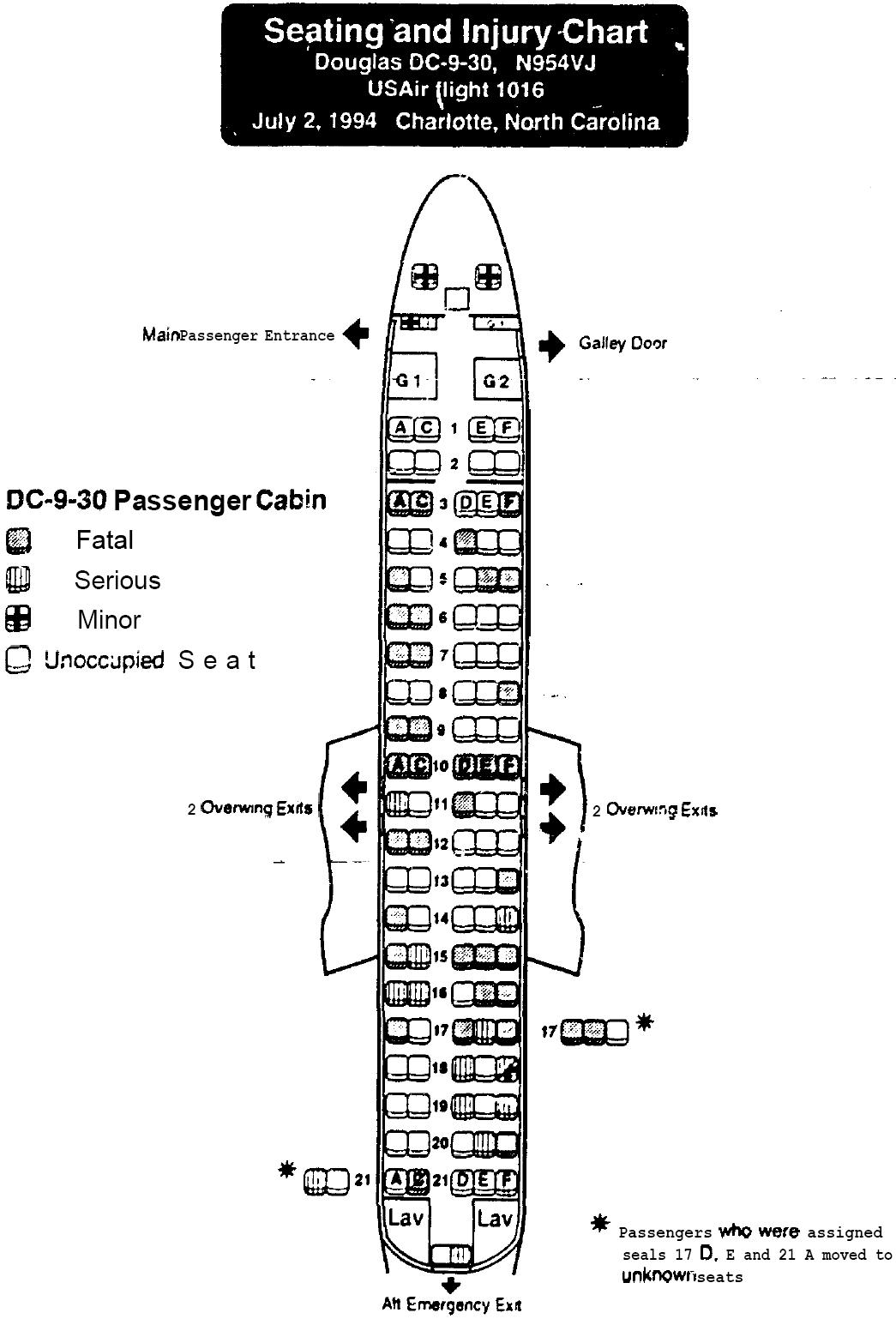
美國航班1016的座位圖，揭露不同乘客的受傷程度

### 墜毀

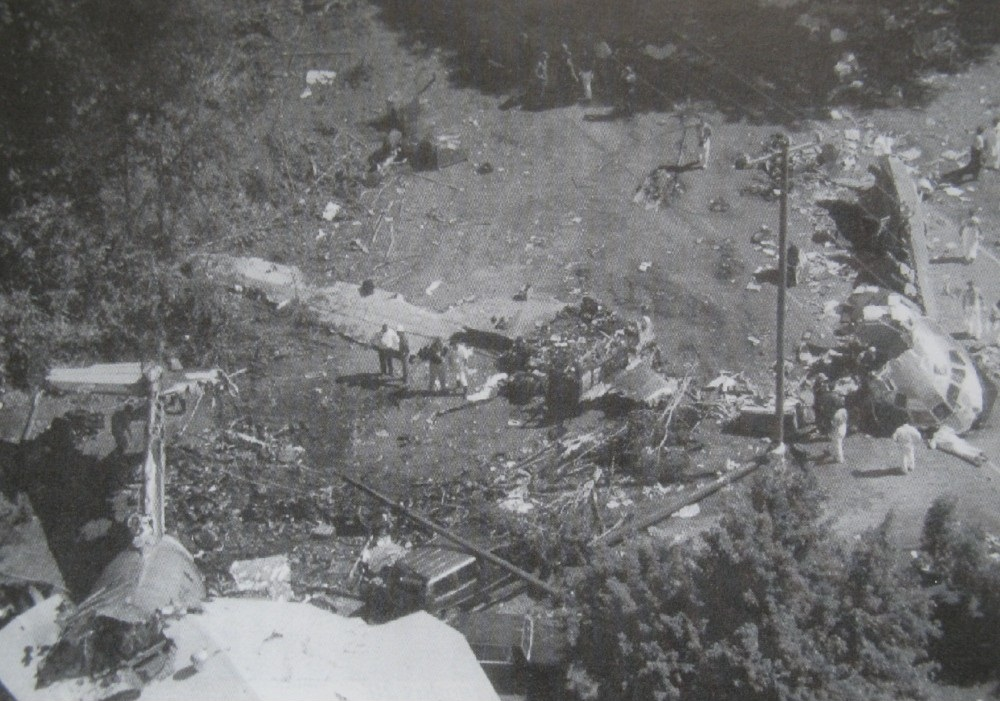
机翼和機尾部份仍然存在。

下午6時42分，1016號航班在距離机场大約0.5英里外墜毀，壓毁机场围栏及树木。機身在地面滑行時斷成數截，飞机分成四个主要部分；前40英尺（12） 的機身，包括驾驶舱和頭等客舱停在华莱士尼尔路中間。 后部分的机身，包括尾和后安装的发动机停在住宅的車庫中。
52名乘客中，37人死於钝器创伤、烧伤，或一氧化碳中毒。 另外14名乘客重伤，1人轻伤。5名机组人员中，2名飞行员轻伤，2名機艙服务员重伤，1名機艙服务员轻伤。 地面上沒有人受傷。

## 调查
国家运输安全委员会立即派遣一个调查小组找尋飛行紀錄儀。經過漫长的调查後。结论是，在機場附近上空的雷雨所形成的微下擊暴流。 国家运输安全委员会列出这些因素：
1. 駕駛員继续在一個有可能發生微下擊暴流的情況下下降。
2. 駕駛員未能迅速识别风切变(失效的风切变警示软件加劇了情況；风切变的预警系统应在墜機前8-9秒發出警報。)
3. 駕駛員未能採取适当的行動離開發生風切變的範圍
4. 控制塔未能及時提供天氣資訊

## 在媒體上
在空中浩劫關於美國航空1420號班機的單元中討論了1016號航班墜毀事件，1420號班機也在惡劣天氣下墜毀。這個事故後來在這個系列的第十七季發行，名為「Storming Out」(猛衝)。

## 参看
- 達美航空191號航班
- 马丁航空495號航班
- 泛美航空759號航班
- 美国航空1420號航班
- 空气传播的风切变的检测和警报系统
- 低水平的风切变的预警系统

## 外部連結
- 突然冲击的一个飞行员的故事的勇气和生存（页面存档备份，存于）
- 访谈理查德*DeMary，飞行员乘坐的航班1016
- 照片的N954VJ（页面存档备份，存于）
- 航空安全网上的事故资料